# Gene Amdahl
Eugene Myron Amdahl (Flandreau, Dakota del Sud, 16 de novembre de 1922-Palo Alto, Califòrnia, 10 de novembre de 2015) estatunidenc d'origen noruec, arquitecte computacional i una de les personalitats més importants i excèntriques en la història de la informàtica i la computació. Va fundar quatre companyies tecnològiques en diferents àmbits, la majoria de les quals, es van fundar amb l'objectiu de competir amb altres companyies on ell mateix havia treballat o fins i tot creat anteriorment, i que ja havia abandonat. Un exemple d'això és la famosa empresa informàtica IBM que segueix en auge actualment, i que va abandonar per fer-li la competència.

## Biografia

### Joventut i educació
Amdahl va néixer a Dakota del Sud en 1922. Es va criar en una granja i va rebre la seva educació primària en una escola rural que constava d'una única aula fins al curs de vuitè grau. En 1948 es va llicenciar en enginyeria física en la Universitat de l'Estat de Dakota del Sud després d'haver experimentat de primera mà amb l'electrònica en la marina durant la segona guerra mundial. Va continuar la seva formació en la Universitat de Wisconsin-Madison, en la qual va obtenir un títol de màster i el doctorat en física teòrica en 1952. La seva tesi doctoral va tractar sobre la construcció de la seva primera computadora, WISC (Computadora Integralment Sincronitzada de Wisconsin).

### Vida laboral
Posteriorment Eugene Amdahl va ser contractat per la companyia IBM, per treballar en el desenvolupament de potents processadors fins a l'any 1956, quan va decidir abandonar la companyia per estar descontent i no suportar el sistema burocràtic present en IBM.
En una entrevista en 1989 conduïda per Arturo Norberg per a l'institut de Charles Babbage, Gene Amdahl va assenyalar:
| « | Va ser per la manera en què l'estructura empresarial estava organitzada, jo era simplement com una peça encaixada en el seu lloc. | » |

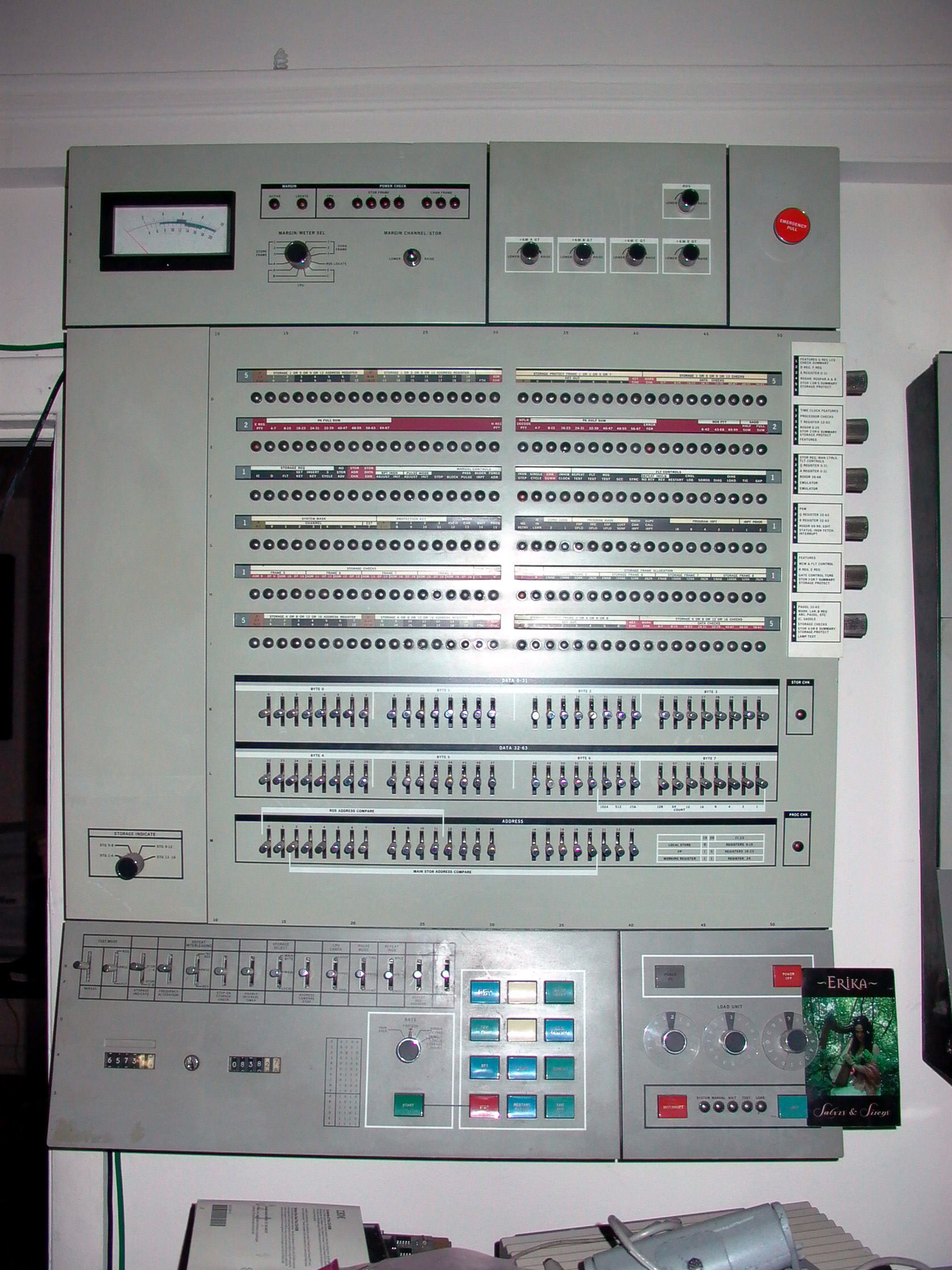
IBM System/360.

A Eugene Ahmdahl, li va molestar la poca importància que tenia el tracte humà en aquesta empresa. Malgrat tot, Amdahl va ser temptat per suculentes ofertes i condicions de treball per part d'IBM en repetides ocasions fins que finalment va decidir anar-se'n per a tornar, no obstant això, en 1960, va ser posat en un alt càrrec, director del laboratori avançat dels sistemes de càlcul d'IBM, i va anar llavors, quan ell i el seu equip van començar a treballar en l'IBM System/360, que va aconseguir convertir-se en el sistema més venut del seu temps collint uns resultats financers sense cap mena de precedents per a IBM durant els anys 60. Un dels principals motius de l'èxit de les vendes va ser l'utilitzar sistemes d'endoll i d'interconnexions estandarditzats, una característica en la qual Amdahl va insistir molt i que, més tard, tindria enormes repercussions.
Solament amb l'aconseguit en IBM, ja seria Amdahl mereixedor de ser considerat tota una personalitat dins del món computacional, però els seus majors assoliments es donarien en 1970, quan va abandonar IBM per competir directament amb aquesta companyia fundant la seva pròpia empresa. Va ser llavors quan va crear Amdahl Corporation i en 1975, la companyia va crear el seu primer PCM per a màquines IBM (un xip compatible i interconectable a altres dispositius), l'Amdahl 470 V/6. Sota aquest sistema podria funcionar qualsevol programari dissenyat per a màquines d'IBM i, a més, també era compatible amb maquinari addicional, no obstant això ho va vendre per un preu baix per al seu valor i no va aconseguir treure-li el benefici que podria haver-li suposat la seva creació. Els productes d'Amdahl tenien un enorme èxit, i van forçar a IBM a haver d'invertir més diners en investigació i desenvolupament per poder ser més competitius i aconseguir mantenir la seva quota de mercat.
Amdahl va abandonar la seva pròpia companyia en 1980 per fundar Trilogy Systems, una companyia centrada a dissenyar ordinadors d'alta capacitat que estaven dotats d'un abast de processament molt major que qualsevol producte ofert per IBM o Amdahl Corp fins al moment. Al mateix temps, els ordinadors van començar a utilitzar diversos processadors i xips per exercir molt diverses funcions i això es va estendre a tots els sistemes en desenvolupament per aquella època. Amdahl va desitjar integrar-los tots en un sol xip que es pogués fabricar de forma barata i eficient. Desafortunadament, la mare naturalesa va desbaratar el seu pla quan la pluja va penetrar en la nova planta d'investigació i desenvolupament de la seva fàbrica recentment creada i va destruir les versions inicials dels seus xips.
Amdahl, en un intent de salvar la companyia, va decidir comprar al fabricador de computadors, Elxsi, per poder utilitzar les seves fàbriques i seguir amb la producció de xips, però, malgrat els seus esforços, Trilogy mai aconseguiria aconseguir l'èxit de què Amdahl Corp. gaudia en aquells temps.
La següent companyia fallida d'Amdahl seria Andor international, fundada en 1987 per crear petits i barats microxips per poder competir amb productes similars als desenvolupats llavors per IBM. Andor també va sofrir dificultats inesperades en la fabricació, IBM va aconseguir vèncer a aquesta companyia en aconseguir dominar per un significatiu marge el mercat dels microxips. Per aquest motiu, Andor es va arruïnar en 1994, el mateix any en què Amdahl va fundar la seva quarta companyia, Comercial Data Servers, un altre fabricant de microxips, en el qual estaria immers fins a l'any 1999.

## Reconeixements
Amdahl va rebre el premi memorial de Harry M. Goode de la societat de la computació en 1983 per les seves "contribucions excepcionals al disseny, aplicació, i fabricació de computadores d'alt rendiment a gran escala." Li van concedir l'honor d'unir-se als premiats per la ACM/IEEE amb el premi Eckert-Mauchly en 1987 "per les innovacions excepcionals en arquitectura del computador, incloent processament de canonades, memòria elegància i look-ahead," i també un premi a l'empresari emprenedor del computador del IEEE en 1989 "en reconeixement pels seus esforços emprenedors en el desenvolupament d'una indústria forta i competitiva de processadors a gran escala."
La revista Computerworld el va nomenar una de 25 persones que van canviar el món en un article en 1992. Ell és un membre del IEEE, acadèmia nacional de membres de l'enginyeria, i un distingit membre de la Societat Britànica de Computació.
A més, també és conegut per la llei d'Amdahl, creada en 1967, que és una fórmula que ell utilitzava per provar que, més enllà de cert punt, el fet d'agregar més processadors a un sistema de processament paral·lel no produeix una millora significativa de la velocitat. Les noves tècniques que existeixen a la tecnologia de processament paral·lel moderna avui dia, han deixat, no obstant això, la llei ara és obsoleta.